# Love Parade

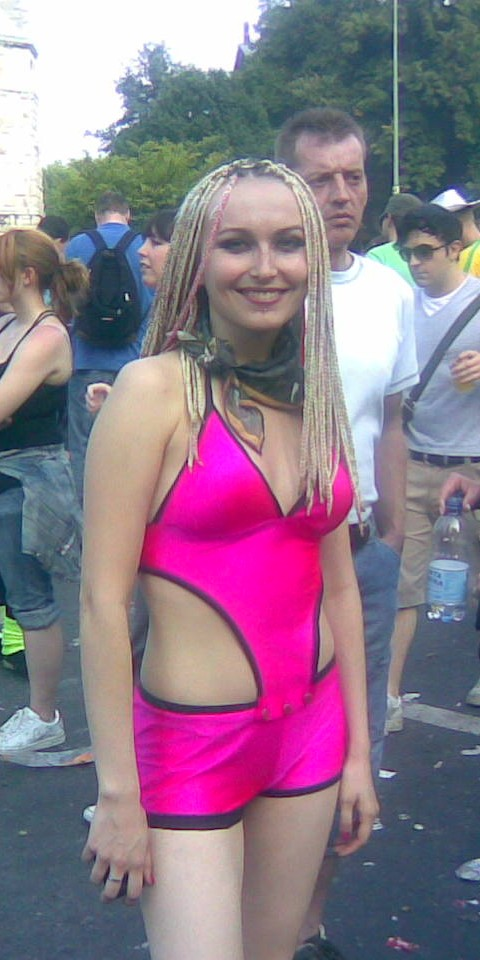
Love Parade 2007

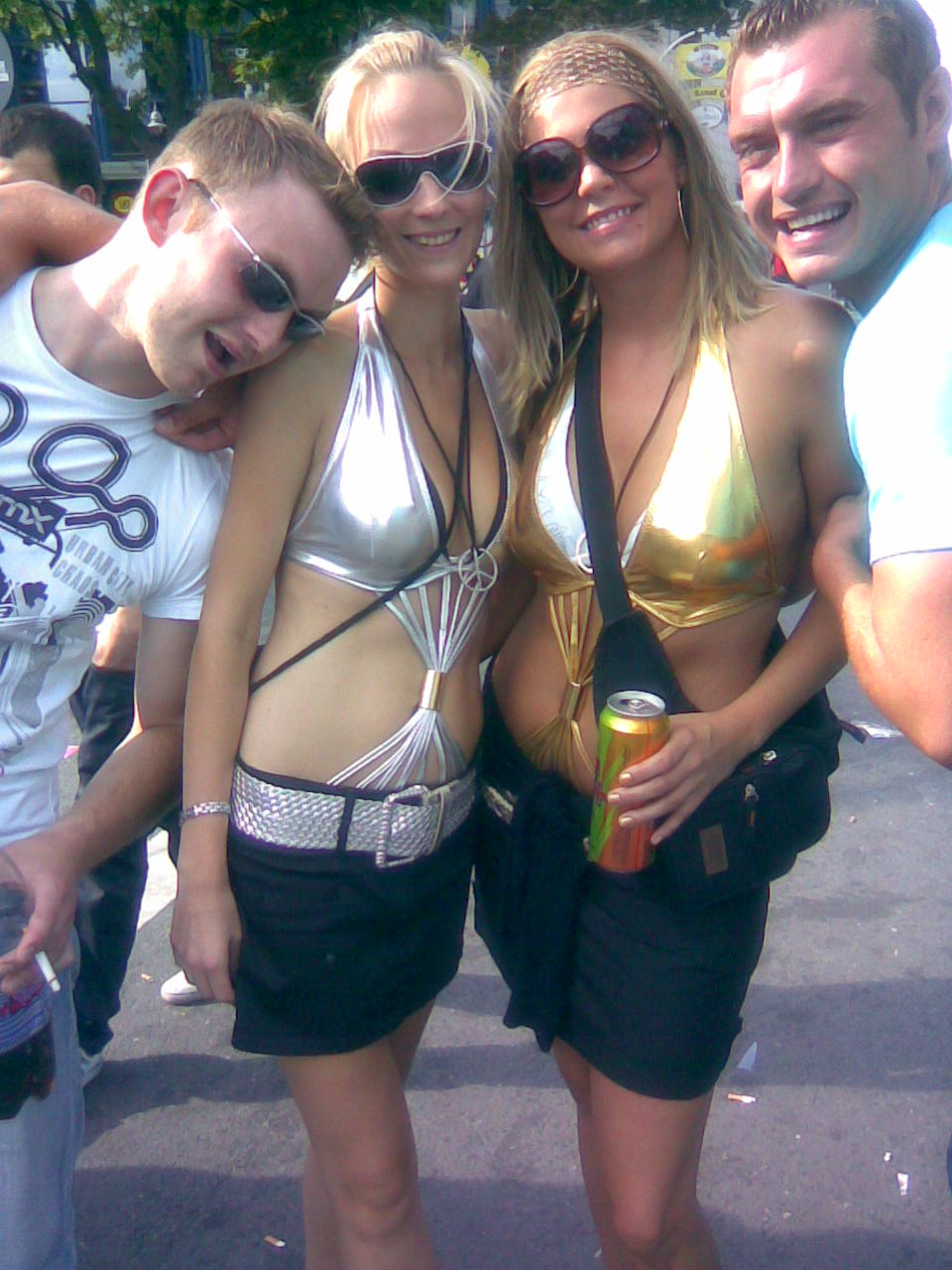
Love Parade 2010

A Love Parade é uma festa de música electrónica realizada anualmente no Verão em Berlim (Alemanha) desde 1989, cujo propósito é o de juntar milhares de pessoas numa manifestação pacífica em que a música é a principal protagonista.
Supõe-se que alguns dos desfiles juntaram mais de um milhão de pessoas.
A parada foi concebida como uma manifestação política para a paz e a compreensão internacional através do amor e da música. Ao contrário do que noticiou parte da imprensa brasileira, a Love Parade não é a parada gay alemã. A Love Parade defende a liberdade de todos os sentimentos, incluindo o direito ao amor entre pessoas do mesmo sexo, o que cria uma semelhança entre ambos os eventos.
A Love Parade costumava ser um evento bastante tranquilo para o seu tamanho. Em 2010, porém, a parada teve um fim trágico: no sábado, 24 de julho de 2010, pelo menos 20 pessoas foram mortas pisoteadas em um tumulto em um túnel durante o evento. Entre os mortos, ao menos 7 eram estrangeiros e, de acordo com a polícia local, mais de 340 pessoas ficaram feridas na festa.
Como consequência disso, a organização do festival anunciou que ele foi definitivamente cancelado.
Esse ano de 2010 a Love Parade contou com um trio elétrico brasileiro com os seguintes DJs foram Vitor Lima (SP), Pier Luigi(SP), Tambortech (Live – SP), Pimpo Vs Otto (RS), Cezar Dantas (Manaus), Mari Di Iorio(SP), Twisted Mind (Live – SP), Jollan (SP).

Fonte: Dê Bandeira